# Chiesa di San Vincenzo Ferreri (Vietri sul Mare, Dragonea)
La chiesa di San Vincenzo Ferreri, nota anche come santuario di San Vincenzo Ferreri, si trova a Dragonea di Vietri sul Mare, in provincia di Salerno ed arcidiocesi di Amalfi-Cava de' Tirreni. Inoltre, è filiale della parrocchiale dei Santi Pietro e Paolo.

## Storia
La prima citazione di una chiesa situata sul luogo dell'attuale santuario risale al 1074. Nel 1088 questa chiesa entrò a far parte dei possessi dell'abbazia territoriale della Santissima Trinità di Cava de' Tirreni. Nel XII secolo la chiesa divenne sede di un priorato e nel 1442 fu istituita al suo interno la confraternita di Santa Maria dei Martiri. Nel XVI secolo la chiesa venne ridedicata al Santissimo Rosario e, nel secolo successivo, il convento soppresso per volere di papa Innocenzo X, ma sembra che lo stesso sia stato riaperto qualche tempo dopo per volere del comune di Cava de' Tirreni e dei fedeli locali. Nel 1809 la chiesetta fu resa succursale della parrocchiale dei Santi Pietro e Paolo. Nel 1907 il piccolo convento attiguo venne affidato ai padri carmelitani, che vi rimasero sino al 1967 e che introdussero il culto di San Vincenzo Ferreri, il quale diventò il patrono della chiesa, la quale assunse il titolo di santuario diocesano. Il terremoto dell'Irpinia del 1980 danneggiò gravemente l'edificio, che rimase chiuso per molti anni. Nel 2013 la chiesa passò dall'abbazia territoriale della Santissima Trinità di Cava de' Tirreni all'arcidiocesi di Amalfi-Cava de' Tirreni.